# Lidia Delgado Fortes

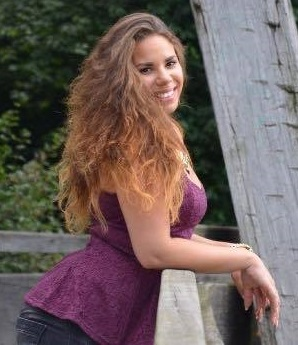
Lidia Delgado Fortes (2015)

Lidia Delgado Fortes (* 17. Juni 1992 in Hamburg) ist eine deutsch-kap-verdische Schauspielerin.

## Leben
Lidia Delgado Fortes wurde am 17. Juni 1992 als Tochter einer deutschen Mutter und eines kapverdischen Vaters in der Hansestadt Hamburg geboren. Sie wuchs mit vier Brüdern und zwei Schwestern auf. Während der Schulzeit begann sie, privat Schauspielunterricht zu nehmen. Nach dem Abitur begann sie im Jahr 2012 eine Ausbildung zur Bürokauffrau, die sie im Jahr 2014 erfolgreich abschloss. Sie studiert  Jura in Hamburg.
Vom 28. Oktober 2013 bis zum 19. Februar 2014 spielte sie die Rolle der Olivia Klum in der RTL-II-TV-Serie Köln 50667. Vom 9. Januar 2017 bis zum 3. Mai 2017 war Delgado Fortes als Lena Schäfer in der Reality-Seifenoper Die Wache Hamburg zu sehen.

## Filmografie
- 2013–2014: Köln 50667 (Fernsehserie)
- 2017: Die Wache Hamburg (Fernsehserie)